# Arthur von Bose
Carl Eduard Arthur von Bose (* 21. Oktober 1838 in Dresden; † 29. August 1898 ebenda) war ein deutscher Jurist, Politiker und leitender sächsischer Beamter. Er war von 1881 bis 1892 Amtshauptmann der Amtshauptmannschaft Zwickau sowie stellvertretender Dresdner Polizeipräsident und sächsischer Ministerialbeamter, zuletzt im Rang und mit dem Titel eines Geheimen Regierungsrates.

## Leben und Wirken
Er stammte aus der Linie Ammendorf des sächsischen Adelsgeschlechts Bose und war der Sohn des königlich-sächsischen Oberleutnants, Statistikers, Mathematikers, Geographen und Militärschriftstellers Carl Adalbert Hugo von Bose (* 25. Oktober 1808 in Leipzig; † 11. August 1856 in Dresden) und dessen Ehefrau Sophie Caroline geborene Rumpelt (* 4. August 1810 in Radeberg; † 11. Mai 1878 in Leipzig).
Nach dem Studium der Rechtswissenschaften an der Universität Leipzig war Bose von 1869 bis 1874 Abgeordneter der Ersten Kammer des Landtags des Königreiches Sachsen und zugleich Bevollmächtigter der fünf Schönburgischen Rezessherrschaften Waldenburg, Glauchau, Lichtenstein, Hartenstein und Stein. Danach war er zunächst als Polizeirat in Dresden tätig und wurde 1877 als Regierungsrat bei der königlich-sächsischen Polizeidirektion und Stellvertreter des Direktors der Polizeidirektion zu Dresden bezeichnet.
Von 1881 bis 1892 war Bose als Amtshauptmann von Zwickau tätig und ging dann zurück als Geheimer Regierungsrat nach Dresden. 1894 erfolgte seine Ernennung zum Ministerialbeamten im königlich-sächsischen Ministerium des Innern in Dresden. Diese Funktion übte er bis zu seinem Tode aus.

## Ehrungen
- Kaiserlich-russischer Orden der Heiligen Anna, 3. Klasse
- Königlich-preußischer Roter-Adlerorden, 4. Klasse
- Königlich-sächsischer Verdienstorden, Ritter 1. Klasse
- Sachsen-Ernestinischen Hausorden, Komtur 2. Klasse